# 金久保万吉
金久保 万吉（萬吉、かなくぼ まんきち、1865年10月23日〈慶応元年9月4日〉- 1938年〈昭和13年〉4月8日）は、大日本帝国陸軍軍人。最終階級は陸軍中将。功三級。

## 経歴
武蔵国埼玉郡荻島村（現埼玉県羽生市北荻島）で金久保浅右衛門の2男として生まれ、1898年（明治31年）7月に家督を相続した。
1888年（明治21年）7月、陸軍士官学校旧10期を卒業し、陸軍歩兵少尉任官。1893年（明治26年）11月、陸軍大学校（12期）に入学。日清戦争勃発のため1894年（明治27年）7月、陸大を退校し第2軍に属して出征。1896年（明治29年）2月、陸大に復学し1897年（明治30年）12月に卒業して陸軍戸山学校に配属された。日露戦争では第4師団参謀として出征した。
歩兵第2連隊付などを経て、1907年（明治40年）11月、第10師団参謀長に就任し、1908年（明治41年）9月、陸軍歩兵大佐に昇進。以後、近衛歩兵第2連隊長、近衛歩兵第1連隊長を歴任。1914年（大正3年）5月、陸軍少将に進み歩兵第18旅団長に就任。歩兵第40旅団長を経て1918年（大正7年）7月、旅順要塞司令官となり、同月、陸軍中将に進んだ。
1918年8月、第10師団長に親補され、1921年（大正10年）3月、予備役に編入された。